# Stictoptera atrifera
Stictoptera atrifera là một loài bướm đêm trong họ Noctuidae.